# Mastigusa
Mastigusa là một chi nhện trong họ Dictynidae.